# Корбалан, Хуан Антонио
Хуан Антонио Корбалан Альфосеа (исп. Juan Antonio Corbalán Alfocea; р. 3 августа 1954, Мадрид) — испанский профессиональный баскетболист. Трёхкратный обладатель Кубка европейских чемпионов, обладатель Кубка обладателей кубков и Кубка Корача, двенадцатикратный чемпион Испании и семикратный обладатель Кубка Испании с клубом «Реал» (Мадрид). Серебряный призёр чемпионата Европы 1983 года и Олимпийских игр 1984 года со сборной Испании. Включён в число 50 человек, внёсших наибольший вклад в развитие Евролиги. После окончания игровой карьеры — врач-кардиолог, основатель и директор Института функциональной реабилитации и прикладной спортивной медицины.

## Спортивная карьера
В начале 1970-х годов Корбалан дважды подряд становился в составе мадридского «Реала» чемпионом Испании по баскетболу, постепенно проводя всё больше времени на площадке, и в Кубке чемпионов сезона 1973/74 дошёл с командой до финала. В Нанте в финальном матче с итальянским клубом «Иньис» (Варезе) он вышел на площадку в решающие минуты матча, заменив удалённого Кармело Кабреру, и забросил четыре штрафных броска, обеспечив команде победу в равной игре. По его словам, этот титул запомнился ему лучше других.
Позже Корбалан выиграл с «Реалом» ещё два Кубка чемпионов — в 1978 году, когда испанцы снова обыграли в финале соперников из Варезе, и в 1980 году, после победы над «Маккаби» (Тель-Авив). Ещё трижды он становился в составе «Реала» финалистом Кубка чемпионов, а также завоевал и оба остальных европейских клубных трофея — Кубок обладателей кубков в 1984 году и Кубок Корача в 1988 году, в свой последний год в королевском клубе. На его счету также три Межконтинентальных Кубка, один Суперкубок Европы и 19 национальных наград Испании — 12 чемпионских званий и семь Кубков Испании.
На протяжении более десятка лет Корбалан выступал в составе сборной Испании, в том числе постоянно с 1974 по 1984 год, в последние годы участия став с ней серебряным призёром сначала чемпионата Европы 1983 года, а затем Олимпиады в Лос-Анджелесе. На чемпионате Европы Корбалан, игравший в одном составе с Сан-Эпифанио, Фернандо Мартином и Кандидо Сибилио, обыграл в полуфинале сборную СССР перед тем, как уступить итальянцам, а в Лос-Анджелесе практически тот же состав остановил в полуфинале сборную Югославии и проиграл в финале американской студенческой «команде мечты», где выступали Майкл Джордан, Патрик Юинг, Сэм Перкинс и Крис Маллин. После чемпионата Европы 1983 года вместе с Сан-Эпифанио Корбалан был включён в символическую первую пятёрку Европы. Всего он провёл за сборную Испании 177 международных матчей
Покинув баскетбольную площадку в 1988 году, чтобы сосредоточиться на карьере врача-кардиолога, Корбалан, однако, вернулся на один сезон в 1991 году. Это произошло после того, как к нему обратился президент клуба «Форум Филателико» (Вальядолид) Гонсало Гонсало. Его клуб только что заключил контракт с оправлявшимся после тяжёлой травмы Арвидасом Сабонисом. Сабонису было трудно приспосабливаться к новой команде и новому стилю игры, и рядом с ним должен был находиться надёжный разыгрывающий защитник. Выбор Гонсало пал на 36-летнего Корбалана, и тот за неполный сезон провёл на площадке 15 игр, набирая в среднем по 6,5 очков и почти три результативных передачи.
Как указывает сайт Евролиги, Хуан Антонио Корбалан, семь раз участвовавший в матчах «Всех звёзд Европы», считается одним из самых харизматичных игроков в истории испанского баскетбола и одним из лучших плеймейкеров своего времени. Его имя включено в список 50 человек, внёсших наибольший вклад в развитие Евролиги.

## Статистика выступлений в составе сборной Испании
| ОИ 1972                                                                                 | 8 |      |       |      |       |      |     |     | 2/2   | 100,0 |     |     |     |     |     |     |     | 1,9 | 10 | 1,3  |
| ЧМ 1974                                                                                 | 9 |      |       |      |       |      |     |     | 11/12 | 91,7  |     |     |     |     |     |     |     | 2,2 | 35 | 3,9  |
| ЧЕ 1975                                                                                 | 8 |      |       |      |       |      |     |     |       |       |     |     |     |     |     |     |     | 2,3 | 56 | 8,0  |
| ЧЕ 1977                                                                                 | 7 |      |       |      |       |      |     |     |       |       |     |     |     |     |     |     |     | 2,4 | 57 | 14,3 |
| ЧЕ 1979                                                                                 | 4 |      |       |      |       |      |     |     |       |       |     |     |     |     |     |     |     | 2,6 | 18 | 4,5  |
| ОИ 1980                                                                                 | 8 | 23,4 | 22/44 | 50,0 | 22/44 | 50,0 |     |     | 13/16 | 81,2  | 0,1 | 1,3 | 1,4 | 1,9 | 1,4 | 0,1 | 0,0 | 2,6 | 57 | 7,1  |
| ЧЕ 1981                                                                                 | 9 |      |       |      |       |      |     |     |       |       |     |     |     |     |     |     |     | 3,4 | 42 | 5,3  |
| ЧМ 1982                                                                                 | 8 |      |       |      |       |      |     |     | 15/16 | 93,8  |     |     |     |     |     |     |     | 1,5 | 85 | 10,6 |
| ЧЕ 1983                                                                                 | 7 |      |       |      |       |      |     |     |       |       |     |     |     |     |     |     |     | 3,0 | 79 | 11,3 |
| ОИ 1984                                                                                 | 8 | 16,4 | 12/25 | 48,0 | 12/25 | 48,0 | 0/0 | 0,0 | 11/11 | 100,0 | 0,0 | 1,9 | 1,9 | 3,1 | 2,1 | 1,1 | 0,0 | 2,0 | 39 | 4,9  |
| Наведите курсор мыши на аббревиатуры в заголовке таблицы, чтобы прочесть их расшифровку |   |      |       |      |       |      |     |     |       |       |     |     |     |     |     |     |     |     |    |      |

## Дальнейшая биография
После окончания игровой карьеры Корбалан получил медицинское образование и стал врачом-кардиологом. В мадридском районе Аравака он открыл Институт функциональной реабилитации и прикладной спортивной медицины, который возглавляет и в XXI веке. Корбалан поддерживает связь со спортом не только как спортивный врач, но и как журналист. Его статьи публикуются в спортивных СМИ; он также выпустил книгу «Беседы с Мирзой», посвящённую знаменитому югославскому баскетболисту Мирзе Делибашичу, своему другу, ушедшему из жизни в 2001 году.